# Cinque settimane in pallone
Cinque settimane in pallone (Cinq semaines en ballon) è un romanzo d'avventura di Jules Verne pubblicato nel 1863 e suddiviso in 43 capitoli.
È il primo romanzo in cui Verne porta a compimento gli elementi dei suoi primi lavori, mescolando un intreccio avventuroso con descrizioni tecniche, geografiche e storiche. Il libro può dare un'idea dell'esplorazione europea dell'Africa a quell'epoca. 

## Trama

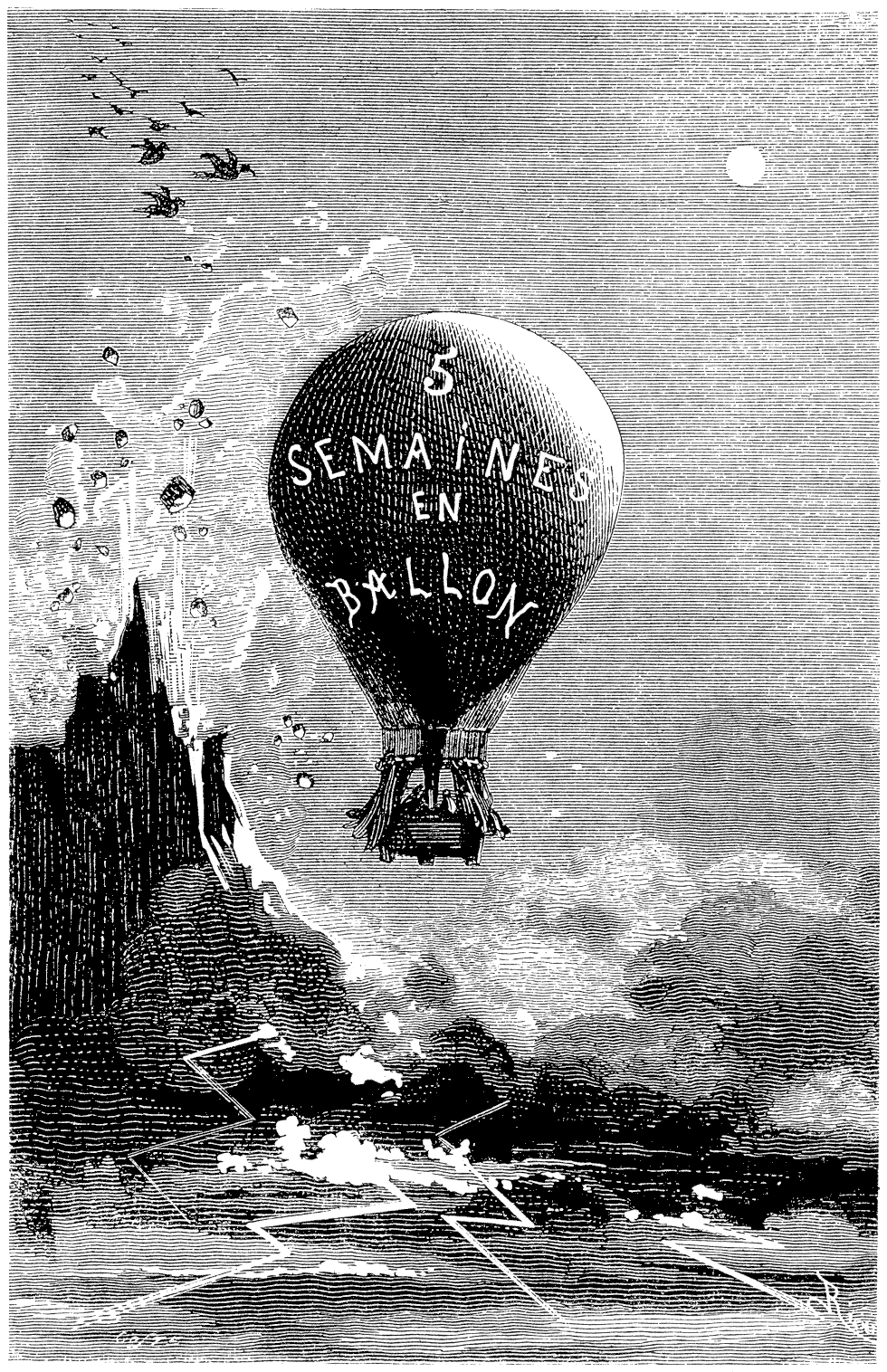
Illustrazione per il romanzo

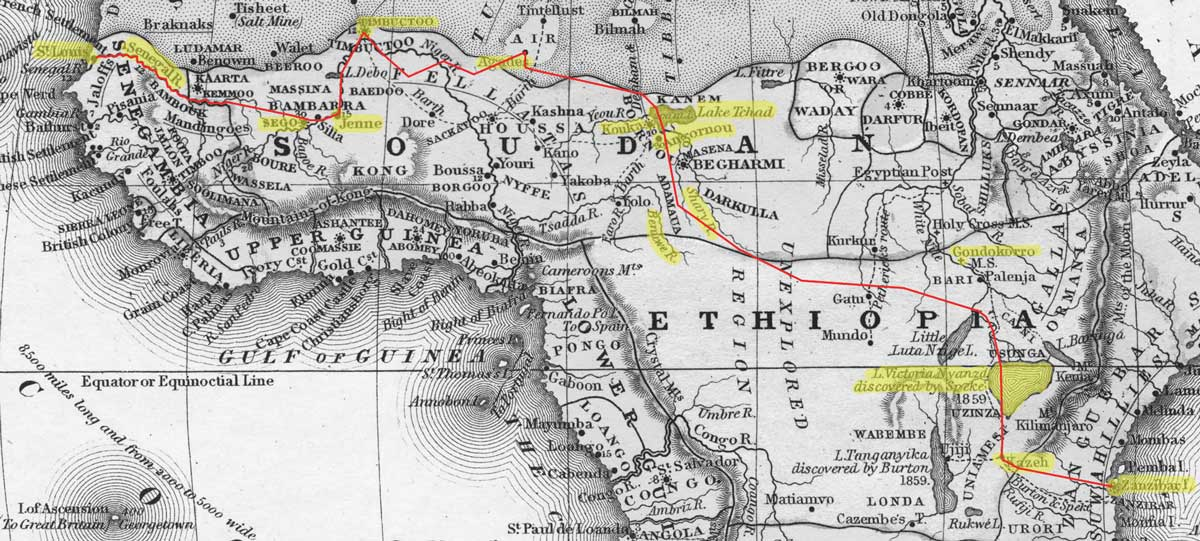
Mappa del viaggio descritto nel libro, da est fino alla costa occidentale.

Uno studioso ed esploratore, il dottor Samuel Fergusson, progetta di attraversare l'ancora largamente inesplorato continente africano a bordo di un pallone aerostatico di sua invenzione, riempito d'idrogeno. Lo accompagnano nel viaggio il servitore Joe ed il suo amico Richard "Dick" Kennedy, un cacciatore professionista. Sino ad allora i palloni per muoversi dovevano cercare correnti orientate nella giusta direzione, salendo e scendendo mediante il lancio di zavorra o lo sgonfiamento del pallone, cosa che rendeva impossibile prolungare il viaggio. La trovata per intraprendere lunghi viaggi anche senza scalo consiste nello scaldare l'idrogeno del pallone con un macchinario inventato da Fergusson.
Il loro scopo finale risulta quello di riuscire a collegare l'Africa orientale (raggiunta da Richard Francis Burton e John Hanning Speke) col Sahara occidentale nella regione del Ciad visitata da Heinrich Barth.
L'avventura ha inizio a Zanzibar ove i tre s'imbarcano, e passa attraverso il Lago Vittoria, il Lago Ciad, Agadez, Timbuktu, Djenné, Ségou, per terminare a Saint Louis nella regione dell'odierno Senegal. Il libro descrive le zone interne ancora ampiamente sconosciute del continente nero.

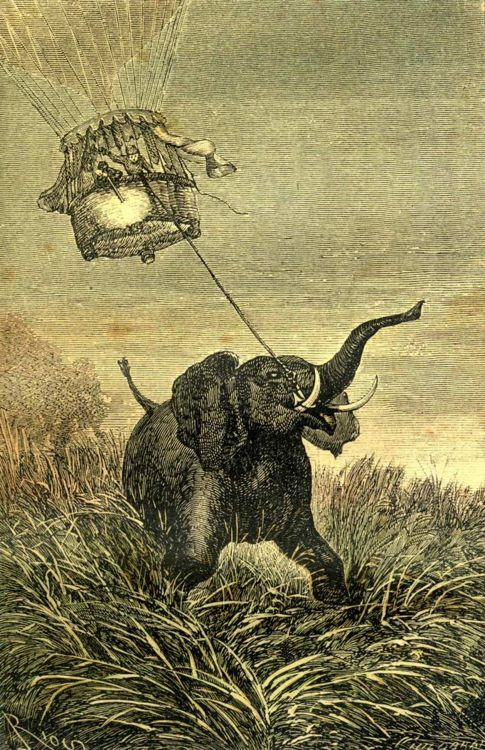
Illustrazione al romanzo di Édouard Riou.

Una parte della vicenda iniziale si concentra sulla ricerca ed effettiva scoperta delle vere sorgenti del fiume Nilo, fatto questo che si verifica nel capitolo 18; la seconda parte è invece rivolta all'obiettivo di collegare gli esploratori delle due parti dell'Africa. Nel mezzo si stagliano numerosi eventi che accadono ai tre protagonisti, da conflitti intercorsi coi nativi a difficoltà ambientali varie.
Altri fatti includono il salvataggio di un missionario occidentale da una tribù che si apprestava a sacrificarlo; un momento in cui si trovano a corto d'acqua, incagliati e privi d'un filo di vento nel bel mezzo del deserto; l'attacco di un condor al pallone. La storia si conclude bruscamente al termine del viaggio, con solamente un breve riassunto di ciò che segue e con i protagonisti che tornano sani e salvi in Inghilterra.

## Personaggi
- Dottor Samuel Ferguson

Un signore britannico con una profonda conoscenza delle scienze naturali, è inoltre molto ricco e dotato di grande fantasia e spirito avventuroso.
- Joseph Wilson

A servizio del dottor Ferguson, un tipo intelligente e fedele.
- Richard "Dick" Kennedy

Un cacciatore molto coraggioso. Quando seppe del progetto temerario di Ferguson, cercò in un primo momento d'impedirne la messa a punto ed esecuzione.

## Temi affrontati
L'esplorazione di territori sconosciuti; lo studio etnologico realizzato dagli europei sulle popolazioni africane; il discorso sulla razza e l'origine etnica; il ruolo importante avuto dall'evangelizzazione per opera di missionari cristiani; una critica serrata alla schiavitù; una critica severa nei confronti della pena di morte.

## Filmografia
- Il tesoro segreto di Cleopatra (Flight of the Lost Balloon, 1961) USA diretto da Nathan Juran e interpretato da Marshall Thompson. A causa delle pressioni da parte di Irwin Allen e 20th Century Fox tutti i riferimenti a Jules Verne sono stati eliminati dal film.[1]
- Cinque settimane in pallone (Five Weeks in a Balloon, 1962), USA, diretto da Irwin Allen e interpretato da Red Buttons, Fabian, Barbara Eden, Sir Cedric Hardwicke, Peter Lorre, Richard Haydn, Barbara Luna
- Viaje Fantástico en Globo (1975), Messico, diretto da René Cardona Jr e interpretato da Hugo Stiglitz